# L'angelo custode (film 1984)
L'angelo custode è un film del 1984 diretto da Mario Gariazzo.

## Trama
Una banda di ladri scalcinati progetta l'ennesimo furto ma, a intralciarne il piano ci pensa un bambino che si fa trovare in casa d'uno di loro, presentandosi come il suo angelo custode. Il ladro trasecola e, trovandosi ad accudire il piccolo, deve rinunciare al colpo.
Con una trovata estemporanea, i ladri sequestrano l'angelo e chiedono il riscatto a Dio con una lettera affidata a un palloncino che, sgonfiatosi, cade nel cortile del commissariato. Il commissario si traveste da Dio e, accompagnato da due poliziotti con sembianze angeliche, arresta i malfattori.
L'angelo, soddisfatto di avere compiuto una buona azione e accertatosi che d'ora in poi i ladri righeranno dritto, torna da dov'era venuto.

## Distribuzione
Il film è stato distribuito in Italia il 1º gennaio 1984, e in Francia col titolo di Cet emmerdeur d'ange gardien.